# Убийство в Улвила

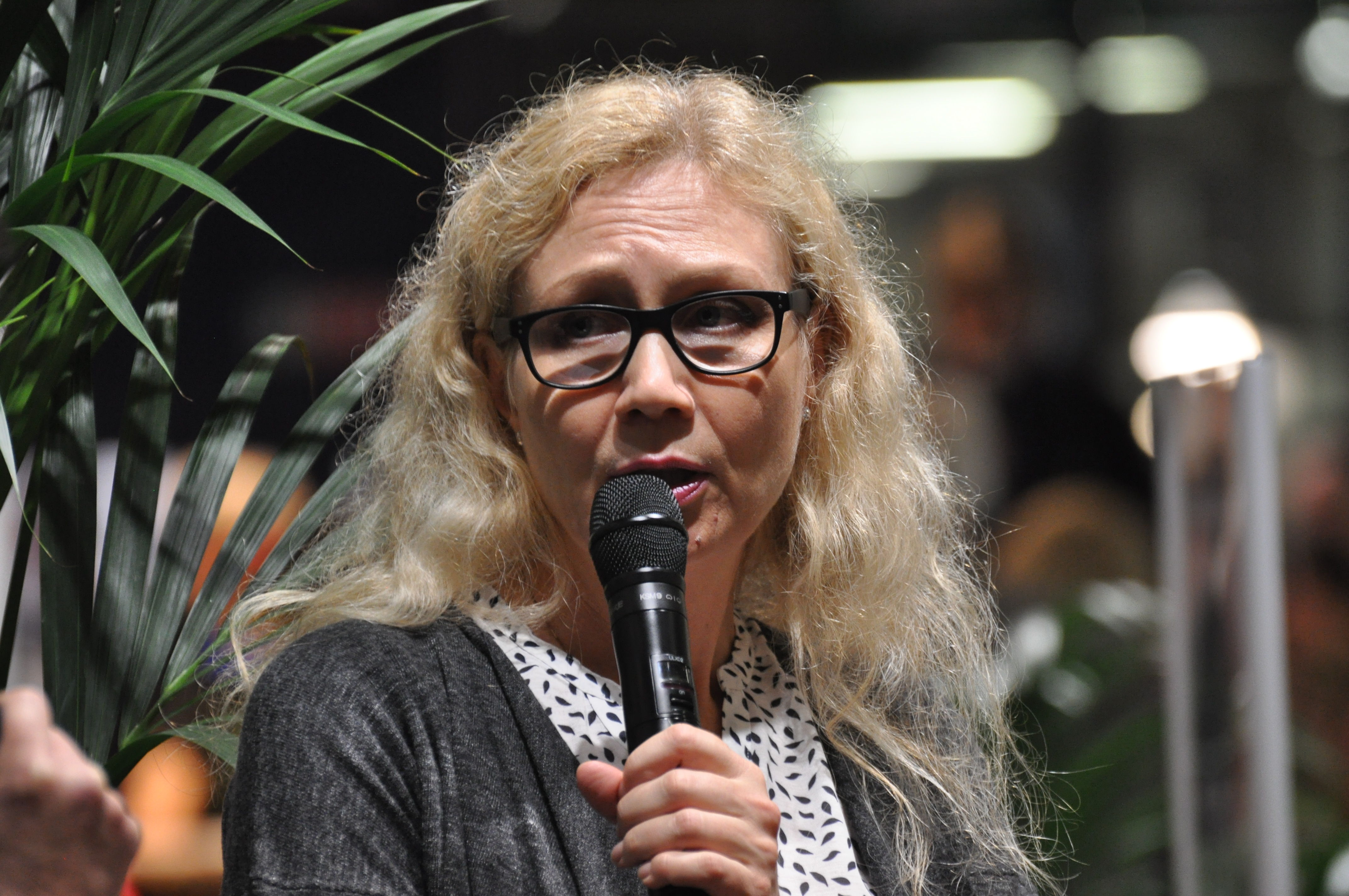
Аннели Ауэр

Убийство в Улвила (фин. Ulvilan surma) — убийство 51-летнего Юкки С. Лахти (Jukka S. Lahti), совершённое 1 декабря 2006 года в городе Улвила (провинция Сатакунта губернии Западная Финляндия). Главным подозреваемым в преступлении была вдова убитого, гражданка Финляндии Аннели Ауэр (фин. Anneli Orvokki Auer), родившаяся 19 марта 1965 года в городе Каарина.
В 2010 году Ауэр была приговорена к пожизненному заключению за убийство мужа, однако в 2011 году суд второй инстанции её оправдал. В 2012 году Ауэр и её бывший любовник были приговорены к длительным срокам заключения за преступления сексуального и насильственного характера. В том же 2012 году дело об убийстве в Улвила было возвращено в суд первой инстанции в связи с появлением новых доказательств. В 2013 году Ауэр была повторно приговорена к пожизненному заключению за убийство мужа, однако в феврале 2015 года суд второй инстанции снова её оправдал. С лета 2015 года Ауэр находится на свободе.
По утверждению YLE, дело Ауэр не имеет аналогов в судебной истории Финляндии. 13 июня 2014 года документальный фильм «Тайна убийства в Улвила» режиссёра Пекки Лехто был представлен на международном кинофестивале Полуночное солнце.
Исследователь Элина Ноппари из университета Тампере под руководством Пентти Райттила, получив грант в 100 тысяч евро от Фонда Helsingin Sanomat, проводит научное изыскание относительно влияния онлайн-дискуссий, ведущихся относительно убийства, на нейтральность освещения событий традиционной журналистикой.

## Хронология
Убийство произошло ночью 1 декабря 2006 года в Улвила. Обвинение считало, что Аннели Ауэр убила своего супруга в декабре 2006 годе после семейной ссоры. Ауэр настаивает на своей полной невиновности и утверждает, что её мужа убил посторонний убийца, проникший в их дом ночью. В момент убийства в доме находились и четверо детей Ауэр.
Позднее выяснилось, что дети Ауэр рассказали своему дяде (брату Ауэр) новые подробности о событиях в ночь, когда произошло убийство. По мнению обвинителя, примечательным является то, что Ауэр угрожала детям и запрещала им говорить, в частности, социальным работникам и полиции о том, что они видели в ночь убийства. Одновременно с этим она приказала детям говорить о постороннем убийце и о звонке в службу спасения.
В июне 2010 года уездный суд в своём заседании вынес по делу Аннели Ауэр обвинительный приговор и приговорил Ауэр к пожизненному заключению за убийство своего мужа, назначив ей принудительную психиатрическую экспертизу. Суд второй инстанции (надворный суд Вааса), напротив, принял оправдательный вердикт и оправдал арестованную полностью за недостаточностью доказательств. На свободу Ауэр вышла в мае 2011 года, однако позднее вновь была арестована по подозрению в растлении своих малолетних детей в период 2007—2008 годов и приговорена к 7,5 лет заключения.
15 февраля 2012 года уездным прокурором Прокуратуры Западной Финляндии Паулой Паюла были предъявлены обвинения Аннели Ауэр и её бывшему любовнику в преступлениях сексуального и насильственного характера, и по решению уездного суда Варсинайс-Суоми, начавшегося 6 марта 2012 года в городе Турку и приговорившего Ауэр к 7, а её любовника — к 10 годам заключения и выплате пострадавшим 150 тысяч евро. Они полностью отрицали свою вину и обжаловали приговор в надворном суде Турку, который заново рассмотрел дело 27 июня 2013 года и ужесточил приговор Ауэр до семи лет и шести месяцев тюрьмы.
19 октября 2012 года дело об убийстве в Улвила из Верховного Суда было возвращено обратно в суд первой инстанции, в уездный суд Сатакунта. Такое решение было связано с появлением новых доказательств, которые были основаны на рассказах детей Ауэр. Все предыдущие судебные решения были аннулированы. Обвинитель предполагал, что причиной убийства мужа Ауэр стал сатанизм, о чём, по его мнению, свидетельствуют раны на теле жертвы преступления. 20 августа 2013 года в уездном суде Сатакунта в городе Пори дело было принято к рассмотрению во второй раз, 8 октября были заслушаны заключительные выступления сторон. 12 декабря 2013 года был вынесен вердикт суда, Ауэр снова была признана виновной в убийстве своего мужа (голосами два против одного) и приговорена к пожизненному заключению. Суд предоставил Ауэр больше обычного время для подготовки кассации по приговору об убийстве (до февраля 2014 года); повторные слушания в суде второй инстанции — надворном суде города Вааса — начались 1 сентябре 2014 года.
19 февраля 2015 года суд второй инстанции своим решением снял с Ауэр все обвинения в убийстве мужа Юкки Лахти за недостаточностью доказательств её вины. Летом 2015 года она была
условно-досрочно освобождена. Вместе с тем уездными прокурорами, тремя детьми Ауэр и братом её убитого мужа были поданы апелляции на приговор, но решением Верховного суда от 18 декабря 2015 года они были отклонены. В сентябре 2016 года Государственное казначейство приняло решение выплатить Ауэр в качестве возмещения морального ущерба за время, проведённое в тюрьме (611 дней), 490 тысяч евро. Через суд Ауэр потребовала дополнительной компенсации в 2,5 млн евро, Казначейство нашло эти требования завышенными.
Человек, убивший Юкку Лахти, до настоящего времени не установлен и не пойман. На осень 2016 года запланирована публикация книги Ауэр.